# Trio de corda (Weinberg)
El Trio de corda per a violí, viola i violoncel, op. 48, fou compost per Mieczysław Weinberg el 1950. És l'única obra que Weinberg va escriure per a aquesta combinació d'instruments. Té una durada d'uns 15 minuts.

## Moviments
- I.Allegro con moto
- II.Andante
- III.Moderato assai

## Origen i context
La composició va tenir lloc el 1950, durant un període de prohibició obligat després de les purgues de 1948 i la posterior classificació de la seva música com a formalista per part de les autoritats soviètiques. És probable que fos escrita per a alguns amics instrumentistes de l'Ensemble de Música Contemporània del Bolxoi. No se sap si l'obra es va estrenar públicament en el moment de la seva composició, però probablement va romandre inèdit fins al 2007, com també la Sonatina per a violí i piano, op. 46, un any abans i la Serenata, op. 47 per a petita orquestra i la Sonatina per a piano, op. 49.
Com una suite de dansa que recorda la música klezmer, les melodies jueves, gitanes i moldaves envaeixen la peça inevitablement com en tantes pàgines de Weinberg i Xostakóvitx. Amb una mestria admirable per integrar aquests elements folklòrics, les tècniques de la fuga i les harmonies més enllà de la tonalitat, ja en aquest moment, Weinberg evidenciava un notable avanç en la fusió de la tradició i la modernitat.